# Židovský hřbitov v Zalužanech
Židovský hřbitov v Zalužanech se nachází v prostoru severně nad zámkem, na okraji obce při po silnici, jež prochází vsí, asi 200 m jižně od vesnického hřbitova. Má rozlohu 1597 m² a je chráněn jako kulturní památka České republiky.

## Popis a historie
Hřbitov byl založen před rokem 1724 a je zde zachováno asi 70 náhrobků. Nejstarší náhrobky pocházejí z roku 1779, nejmladší z 1. třetiny 20. století. Hřbitovní zeď i obřadní síň byly zbourány kolem roku 1980.
Zdejší židovská komunita přestala existovat podle zákona z roku 1890. Do okupace se o hřbitov starala židovská obec v Březnici.